# Arturo Fernández Meyzán
Arturo Fernández Meyzán (San Vicente de Cañete, 3 de fevereiro de 1906 - Lima, 27 de novembro de 1999) foi um futebolista e treinador peruano. Ele competiu na Copa do Mundo FIFA de 1930, sediada no Uruguai, na qual a seleção de seu país terminou na décima colocação dentre os treze participantes.
O seu irmão era o também futebolista Teodoro Fernández Meyzán.